# Phare de Cheboygan Crib

Le phare de Cheboygan Crib (en anglais : Cheboygan Crib Light), est un phare du lac Huron, situé à l'extrémité de la jetée ouest de l'embouchure de la Cheboygan River (en)  à Cheboygan, dans le Comté de Cheboygan, Michigan.

## Historique
Le phare a été construit en 1884 à l'origine sur un îlot artificiel dans le lac Huron à plus de 610 m de la rive de Cheboygan. Le gardien vivait à Cheboygan et cela l'obligeait à naviguer quotidiennement vers le phare, malgré les conditions météorologiques, pour maintenir la lumière au kérosène. C'était une tâche dangereuse et des bossoirs ont été installés au phare pour recevoir un bateau. En 1901, cette station a été peinte en blanc pour augmenter sa visibilité en tant que marque de jour. Deux ans plus tard, en 1903, la structure en bois du berceau a été démolie pour être remplacée par une nouvelle structure en acier sur un berceau en béton. Des garde-corps en fer ont également été installés pour aider à la sécurité.
En 1906, la lumière reconstruite a été gravement endommagée lorsqu'une goélette l'a heurtée. Une cloche de brouillard a ensuite été installée pour aider à prévenir de telles collisions et le garde-corps a été remplacé. En 1911, une cloche de brouillard automatisée a été installée, émettant un coup unique caractéristique toutes les dix secondes. 
En 1920, l'United States Lighthouse Service a supervisé  son automatisation avec des réservoirs d'acétylène. Une veilleuse fiable brûlait jour et nuit. Lorsque le soleil se couche, la baisse de température qui en résulte ouvre une vanne de précision et libère un flux d'acétylène contre la veilleuse, ce qui fait briller la lumière. Lorsque le dernier gardien de phare est parti en 1929, il s'est rapidement dégradé. 
Au cours de la seconde moitié du 20e siècle, l'invention du radar et d'autres aides électroniques à la navigation a commencé à rendre superflus de nombreux phares de navigation des Grands Lacs. Le phare fut considéré par la Garde côtière comme un bien excédentaire. En 1984, la tour a été retirée de son berceau et placée sur sa base actuelle située sur la tête de la jetée du Gordon Turner Park.
Il a été remplacé par une tourelle moderne sur la tête du quai.

## Description
Le phare actuel  est une tourelle métallique blanche avec une balise moderne de 7,5 m de haut. Il émet, à une hauteur focale de 11 m, un flash rouge par période de 6 secondes. Sa portée est de 10 milles nautiques (environ 19 km).
Identifiant  : ARLHS : USA-160 ; USCG :  7-11800 .

### Lien connexe
- Liste des phares au Michigan